# 奎因·巴克纳
威廉·奎因·巴克纳（英語：William Quinn Buckner，1954年8月20日—），美国男子职业篮球运动员，曾效力于NBA联盟。他在1976年的NBA选秀中第1轮第7顺位被密尔沃基雄鹿选中。

## 外部連結
- 奎因·巴克纳在国际奥林匹克委员会的资料